# Walerij Dwojnikow
Walerij Wasiljewicz Dwojnikow (ros. Валерий Васильевич Двойников; ur. 14 maja 1950 w mieście zamkniętym Baza-10, obecnie Oziorsk) – radziecki judoka. Srebrny medalista olimpijski z Montrealu w 1976, w wadze średniej (do 80 kg).
Srebrny medalista mistrzostw świata w 1975. mistrz Europy w 1976, wicemistrz w 1974 i 1975 oraz brązowy medalista w 1971. Mistrz ZSRR w wadze półśredniej w 1974.
Zwykle startował w kategorii półśredniej (do 70 kg), jednak na igrzyskach olimpijskich w 1976 wystąpił w wadze do 80 kg, ponieważ w wadze do 70 kg ZSRR był reprezentowany przez głównego rywala Dwojnikowa Władimira Niewzorowa (który zdobył złoty medal).
Po zakończeniu kariery trener, m.in. reprezentacji Algierii, Belgii i Portugalii.

## Letnie Igrzyska Olimpijskie 1976
| Konkurencja | Rundy eliminacyjne     | Rundy eliminacyjne      | Rundy eliminacyjne          | Rundy finałowe        | Rundy finałowe       | Klas. końcowa |
| Konkurencja | Przeciwnik I           | Przeciwnik II           | Przeciwnik III              | Przeciwnik IV         | Przeciwnik V         | Miejsce       |
| ----------- | ---------------------- | ----------------------- | --------------------------- | --------------------- | -------------------- | ------------- |
| 80 kg       | Ricardo Elmont (SUR) Z | Süheyl Yeşilnur (TUR) Z | José Luis de Frutos (ESP) Z | Slavko Obadov (YUG) Z | Isamu Sonoda (JPN) P | 2.            |